# Walter Krüger (atleta)
Walter Kruger (Alemania, 11 de abril de 1930) es un atleta alemán, especializado en la prueba de lanzamiento de jabalina en la que llegó a ser subcampeón olímpico en 1960.

## Carrera deportiva
En los JJ. OO. de Roma 1960 ganó la medalla de plata en el lanzamiento de jabalina, con una marca de 79.36 metros, siendo superado por el soviético Viktor Tsybulenko (oro), y por delante del húngaro Gergely Kulcsár (bronce).